# Дос Пассос, Джон
Джон Родери́го Дос Па́ссос (John Roderigo Dos Passos; 14 января 1896 года, Чикаго, Иллинойс, США — 28 сентября 1970 года, Балтимор, Мэриленд, США) — американский писатель португальского происхождения.

## Биография
Джон Дос Пассос родился 14 января 1896 года в Чикаго в семье богатого юриста. Дед писателя по отцу Мануэл Жоаким Душ Пассуш (Manuel Joaquim Dos Passos) — выходец из посёлка Понта-ду-Сол на острове Мадейра, эмигрировавший в США в 1830 году. 
О самоидентификации Пассоса писал поклонник писателя Жоржи Амаду в воспоминаниях «Каботажное плавание»: 
«<…> я спрашиваю о его португальском происхождении — язык Камоэнса, единственное, пожалуй, что нас сближает. Нет, затронуть эту струнку в его душе мне не удается, он отвечает мне готовой и затверженной фразой: — Португальцем был мой дед, по-португальски говорил мой отец, а я — американец из Чикаго». 
После окончания престижной школы в Коннектикуте в 1907 году Джон Дос Пассос в сопровождении наставника отправился за границу изучать классическое искусство, литературу и архитектуру. В течение шести месяцев он посетил Францию, Англию, Италию, Грецию и Ближний Восток. 
Обучался в Гарвардском университете с 1913 по 1916 год. 
С июля 1917 года работал добровольцем-шофёром в Париже и на севере Италии в санитарном подразделении. 
Летом 1918 года был мобилизован в армию США и отправлен в Париж. Армейское начальство разрешило ему посещать курсы антропологии в Сорбонне.
К его разрыву с Хемингуэем привела их поездка корреспондентами на Гражданскую войну в Испании. Хемингуэй писал впоследствии:

Дос Пассос, который прежде был таким славным малым, ужасно струсил тут.

По другим данным, Дос Пассос уехал из Испании и впоследствии порвал с левым движением после того, как резидентура НКВД в Мадриде расстреляла его друга — независимого левого, учёного и переводчика Хосе Роблеса. Отношения с Хемингуэем также прекратились в то время.

## Политические взгляды
В молодости придерживался левых взглядов. Считал США «нацией двух народов» — богатых и бедных. С восторгом отзывался о рабочем движении в США, особенно о синдикалистском профсоюзе Индустриальные рабочие мира.
В 1928 году провёл несколько месяцев в СССР, "изучая коммунизм". Встречался и беседовал с Корнеем и Николаем Чуковскими. Последний так описал Пассоса: 
«Это был высокий тощий человек лет тридцати с небольшим, но уже совсем лысый. Маленькая его голова, ничем не прикрытая, была несколько закинута назад, словно он старался рассмотреть верхушки берёз <…> рядом с ним Стенич казался иностранцем <…> перед нами сидел типичнейший русский интеллигент, знакомый и понятный нам и по усмешке, и по мягкому взгляду близоруких умных глаз, и по неуверенным рассеянным движениям крупных рук, и по дырке на спущенном носке. Он рассказал мне, как в Ленинграде он увидел пьяного, спящего на мостовой под дождём, и как он понял, что, несмотря на социализм, мы такие же люди, как все».
В 1930-х годах работал в комиссии Дьюи — общественной группе, расследовавшей обвинения против Троцкого на Первом московском процессе (1936).
Порвал с коммунизмом советского типа после поездки в Испанию во время Гражданской войны. Позднее писал о коммунизме:

Я пришёл к выводу, особенно после поездки в Испанию, что гражданские свободы требуют защиты на каждом этапе. Я уверен, что в Испании методы ГПУ, применяемые коммунистами, нанесли столько же вреда, сколько принесли пользы их лётчики, танкисты и другие военные специалисты. Проблема с всесильной секретной полицией в руках фанатиков (или кого-либо вообще) состоит в том, что, однажды запущенная, она не остановится, пока не разрушит всё гражданское общество. Боюсь, что именно это происходит в России.
Оригинальный текст (англ.) 
I have come to think, especially since my trip to Spain, that civil liberties must be protected at every stage. In Spain I am sure that the introduction of GPU methods by the Communists did as much harm as their tank men, pilots and experienced military men did good. The trouble with an all powerful secret police in the hands of fanatics, or of anybody, is that once it gets started there's no stopping it until it has corrupted the whole body politic. I am afraid that's what's happening in Russia.

## Творчество
Первые романы — «Посвящение одного человека» (One Man's Initiation: 1917, 1920) и «Три солдата» (Three Soldiers, 1921) — относятся к литературе «потерянного поколения». Дос Пассос начал формалистическое экспериментирование в романе «Манхэттен» (Manhattan Transfer, 1925).
В трилогии «США», включающей книги «42-я параллель» (The 42nd Parallel, 1930), «1919» (Nineteen Nineteen, 1932) и «Большие деньги» (The Big Money, 1936), Дос Пассос показал культуру страны первых десятилетий двадцатого века. В его вторую трилогию «Округ Колумбия» вошли романы «Приключения молодого человека» (Adventures of a Young Man, 1939), «Первый номер» (Number One, 1943) и «Великий замысел» (The Grand Design, 1949)). Свой метод Дос Пассос называл «камера обскура».

### Сочинения
- романы «Как легче всего преуспеть» (Most Likely to Succeed, 1954), «В середине века» (Midcentury, 1961), «Война господина Уилсона» (Mr. Wilson’s War, 1962), «Самые лучшие времена» (The Best Times, 1967);
- сборник стихов «Тележка на привязи» (A Pushcart at the Curb, 1922);
- пьесы «Мусорщик» (The Garbage Man, 1926), «Авиакомпания» (Airways, Inc., 1929), «На высотах удачи» (Fortune Heights, 1934);
- книги путевых заметок «Росинант снова в пути» (Rosinante to the Road Again, 1922), «Восточный экспресс» (Orient Express, 1927), «Во всех краях» (In All Countries, 1934), «С войны на войну» (Journey Between Wars, 1938);
- сборники статей «На чем мы стоим» (The Ground We Stand On, 1941), «Положение страны» (State of Nation, 1944).
- Дос Пассос Дж. Манхэттен / Пер. с англ. — М.: Изд-во им. Сабашниковых, 1992. — 384 с.
- Дос Пассос Дж.1919 (и аудио). — М.: АСТ, 2004. — 446 с. ISBN 5-17-025845-3
- Дос Пассос Дж. 42-я параллель. — М.: АСТ, 2004. ISBN 5-17-024155-0
- «США (трилогия)», в неё вошли романы «1919», «42-я параллель» и «Большие деньги».

## Издания его книг по-русски
В СССР и России книги Дос Пассоса выходили неоднократно.
Стоит отметить переводы Ивана Кашкина, сделанные ещё в 1928, 1930 гг.
В частности, роман "42-я параллель" был опубликован в Москве в "Гослитиздате" в 1936 году тиражом 15000 экз.

## Память
В честь Дос Пассоса назван самолёт Airbus A330 авиакомпании Tap Portugal.